# Brachyscome tadgellii
Brachyscome tadgellii là một loài thực vật có hoa trong họ Cúc. Loài này được Tovey & P.Morris mô tả khoa học đầu tiên năm 1922.